# توو ویلن
توو ویلن (فنلاندی: Teuvo Vilen؛ زادهٔ ۲۶ نوامبر ۱۹۵۳) بازیکن فوتبال اهل فنلاند بود.
از باشگاه‌هایی که در آن بازی کرده‌است می‌توان به باشگاه فوتبال هاکا اشاره کرد.
وی همچنین در تیم ملی فوتبال فنلاند بازی کرده‌است.